# Острова Таира
Острова Таира — группа из трёх островов и пяти малых островных скал в проливе Уруп на стыке охотоморской и тихоокеанской акваторий. Являются островками-спутниками Урупа, вместе с ним входят в Большую Курильскую гряду. Необитаемы. Служат пристанищем для морских птиц и животных.

## География
Общая площадь архипелага достигает порядка 0,6 км², из которых 0,2796 км² приходится на остров Громыко.
Начинаются в 100 метрах от полуострова Кастрикум острова Уруп и уходят одной линией в северо-восточном направлении (Щетининой, Маршала Василевского, Громыко — по мере удаления от Урупа) на расстояние около 3,5 км. Проливы между островами заполняют рифы, а потому они опасны даже для малых судов.

## Природа
Островной тюлень облюбовал острова Таира под одну из своих крупнейших залёжек на мористой части Урупа.

## История
До 1855 года вместе с Урупом находились в спорном статусе. По Симодскому договору вошли в состав Российской империи.
В 1875 году по Петербургскому договору вошли в состав Японской империи.
Согласно административно-территориальному делению Японии острова стали относиться к уезду (гуну) Уруппу (то есть Уруп в японском произношении), который охватывал не только сам Уруп, но и все острова на север до Броутона. Уезд в свою очередь входил с 1876 по 1882 год в состав провинции Тисима под управлением Комиссии по колонизации Хоккайдо; с 1882 до 1886 года — в состав префектуры Нэмуро, после — префектуры Хоккайдо.
С 1945 года в составе СССР.
2 февраля 1946 года субархипелаг включён в состав Южно-Сахалинской области.
2 января 1947 года включён в состав Сахалинской.
С 1991 года в России. Административно входят в Курильский городской округ Сахалинской области.

### Имянаречение
Этимология современного российского названия связана с персидским именем «Таир», в переводе «непоколебимый», «настойчивый». В 2016 году два крупнейших острова архипелага получили названия в честь А. А. Громыко (крупнейший) и А. И. Щетининой (ближайший к Урупу). В 2020 году безымянный остров получил именование Маршала Василевского (Распоряжение Правительства Российской Федерации от 30.12.2020 № 3667-р).

### Особая позиция Японии по территориальной принадлежности субархипелага
Используя в территориальном споре с Россией фактор Сан-Францисского мирного договора 1951 года, который не был подписан СССР, японское правительство, тем не менее, опирается на те варианты толкований договоренностей между союзниками — СССР, США, Великобританией и Китаем — которые подкрепляют японскую позицию. В частности, поскольку в Сан-Францисском договоре не оговаривается, в пользу какого государства Япония отказывается от своих прав на Курилы, принадлежность субархипелага, по мнению японского правительства, до сих пор не определена, а за Россией признаётся лишь «фактический контроль».

## См.также
- Острова-«спутники» Урупа